# Marek Safjan
Marek Henryk Safjan (ur. 28 sierpnia 1949 w Warszawie) – polski prawnik i nauczyciel akademicki, sędzia, profesor nauk prawnych, specjalista w zakresie prawa cywilnego, w latach 1997–2006 sędzia, w latach 1998–2006 prezes Trybunału Konstytucyjnego, a w latach 2009–2024 sędzia Trybunału Sprawiedliwości Unii Europejskiej.

## Życiorys
W 1967 został absolwentem XVII Liceum Ogólnokształcącego im. Andrzeja Frycza Modrzewskiego w Warszawie. W 1971 ukończył studia na Wydziale Prawa i Administracji Uniwersytetu Warszawskiego. W 1973 rozpoczął pracę na UW oraz zdał egzamin sędziowski. W 1980 uzyskał stopień doktora nauk prawnych na podstawie rozprawy pt. Instytucja rodzin zastępczych. Problemy prawno-organizacyjne, napisanej pod kierunkiem Tomasza Dybowskiego. Habilitował się w 1990; za pracę habilitacyjną pt. Prawo wobec ingerencji w naturę ludzkiej prokreacji wyróżniono go I nagrodą w konkursie czasopisma „Państwo i Prawo”. W 1998 otrzymał tytuł naukowy profesora nauk prawnych. Został również absolwentem studium prawa porównawczego w Strasburgu. Specjalizuje się m.in. w prawie cywilnym i prawie medycznym.
Pod koniec lat 70. zaangażował się w działalność opozycyjną. W mieszkaniu Marka i Doroty Safjanów organizowano spotkania, na których omawiano bieżące sprawy polityczne i wymieniano wydawnictwa drugiego obiegu. Na początku lat 80. współtworzył struktury komisji wydziałowej „Solidarności” na WPiA UW. Był członkiem redakcji czasopisma „Niepodległość”. Uczestniczył w pracach Centrum Obywatelskich Inicjatyw Ustawodawczych Solidarności.
W latach 80. przyjął otrzymaną od Adama Strzembosza propozycję pracy na Katolickim Uniwersytecie Lubelskim, dołączając m.in. do Wojciecha Łączkowskiego, Hanny Suchockiej, Wiesława Chrzanowskiego czy Alicji Grześkowiak – kadry tworzącej w późniejszych latach – jak sam stwierdził – „struktury nowego, demokratycznego państwa”. Na lubelskim uniwersytecie pracował do 1998, kiedy to został prezesem Trybunału Konstytucyjnego. W latach 1993–1996 pełnił funkcję dyrektora Instytutu Prawa Cywilnego Uniwersytetu Warszawskiego, a w latach 1994–1997 funkcję prorektora tego uniwersytetu. Na UW był zatrudniony na stanowisku profesora zwyczajnego, a późniejszych latach został pracownikiem nieetatowym tej uczelni.
W pierwszej połowie lat 80. odbył kilkumiesięczny staż badawczy u profesora Jean-Louisa Baudouina na Uniwersytecie Montrealskim. Pod koniec tej dekady przebywał na stażu w departamencie prawnym Rady Europy. W latach 1994–1998 był sekretarzem generalnym sekcji polskiej Association Henri Capitant des amis de la culture juridique française, a w latach 1991–1997 przedstawicielem Polski w Komitecie ds. Bioetyki Rady Europy. Od 1994 członek Académie internationale de droit comparé, a od 2010 jej wiceprzewodniczący. W 1995 został członkiem Association internationale droit, éthique et science. Zasiadał w pierwszej Radzie Bankowego Funduszu Gwarancyjnego. Był tutorem, a także członkiem rady naukowej Collegium Invisibile. Pełnił też funkcję przewodniczącego rady naukowej Instytutu Wymiaru Sprawiedliwości. Członek krajowy czynny Polskiej Akademii Umiejętności, wszedł w skład Komitetu Etyki w Nauce Polskiej Akademii Nauk, a także rady Helsińskiej Fundacji Praw Człowieka.
W listopadzie 1997 objął urząd sędziego Trybunału Konstytucyjnego, a w styczniu 1998 został powołany przez prezydenta Aleksandra Kwaśniewskiego na stanowisko prezesa TK. 5 listopada 2006 zakończył dziewięcioletnią kadencję sędziego. W latach 2007–2009 był przewodniczącym Konwersatorium „Doświadczenie i Przyszłość”.
W lutym 2009 został nominowany do objęcia stanowiska polskiego sędziego w Trybunale Sprawiedliwości Unii Europejskiej. 6 października 2009 podczas uroczystej sesji inauguracyjnej złożył ślubowanie jako nowy sędzia TSUE, zastępując na tym stanowisku Jerzego Makarczyka. W kwietniu 2015 otrzymał nominację na drugą sześcioletnią kadencję. Pozostał w składzie TSUE po jej upływie w związku z brakiem wyłonienia następcy; ostatecznie na jego wniosek termin zakończenia pełnienia funkcji sędziego ustalono na 31 stycznia 2024.
Wszedł w skład Komitetu Wspierania Muzeum Historii Żydów Polskich Polin w Warszawie oraz Rady Programowej Fundacji Służby Rzeczypospolitej. Powoływany w skład rad naukowych „Studiów Prawniczych KUL” oraz „Roczników Nauk Prawnych” wydawanych na Wydziale Prawa, Prawa Kanonicznego i Administracji Katolickiego Uniwersytetu Lubelskiego. Został członkiem rady programowej „Przeglądu Prawa Handlowego”", rady naukowej „Kwartalnika Prawa Prywatnego” oraz rady doradczej redakcji Oxford Encyclopedia of EU Law wydawanej przez Uniwersytet Oksfordzki.  Autor publikacji prasowych w „Newsweeku”. Objął funkcje przewodniczącego komitetu redakcyjnego „Orzecznictwa Sądów Polskich” oraz członka rady programowej „Polskiego Procesu Cywilnego”. 
W maju 2024 minister sprawiedliwości Adam Bodnar powołał go na przewodniczącego Komisji Kodyfikacyjnej Prawa Cywilnego.

## Życie prywatne
Jest synem Zbigniewa Safjana i wnukiem Stanisława Musielaka. Jego żoną jest Dorota Safjan.

## Odznaczenia i wyróżnienia
Ordery i odznaczenia
- Krzyż Komandorski Orderu Odrodzenia Polski (2010)[37]
- Odznaka Honorowa za Zasługi dla Wymiaru Sprawiedliwości (2024)[38]
- Odznaka Honorowa „Bene Merito” (2024)[39]
- Medal „Zasłużony dla Wymiaru Sprawiedliwości” (2012)[40]
- Order Zasługi Republiki Włoskiej II klasy (Włochy, 2000)[41]
- Krzyż Komandorski Orderu Wielkiego Księcia Giedymina (Litwa, 2003)[42]

Nagrody i wyróżnienia
- „Złoty Paragraf”, przyznany przez Grupę Wydawniczą INFOR (2000)[43]
- Nagroda im. Księdza Idziego Radziszewskiego, przyznana przez Towarzystwo Naukowe KUL (2003)[44]
- Fenomen „Przekroju” (2006)[45]
- Nagroda im. Edwarda J. Wende (2006)[46]
- Nagroda Kisiela (2006)[47]
- Medal „Pro Merito” nadany przez sekretarza generalnego Rady Europy (2007)[48]
- Wielka Odznaka Adwokatura Zasłużonym (2007)[49]
- Medal „Zasłużony dla Tolerancji”, nadany przez Fundację Ekumeniczną „Tolerancja” (2008)[50]
- Tytuł doktora honoris causa Europejskiego Instytutu Uniwersyteckiego we Florencji (2012)[51] oraz Uniwersytetu Śląskiego w Katowicach (2024)[52]
- Nagroda 100-lecia ZAiKS-u (2020)[53]

## Publikacje
- Instytucja rodzin zastępczych: problemy prawno-organizacyjne, 1982[54]
- Koszty sądowe w sprawach cywilnych: raport z badań (współautor), 1994[55]
- Odpowiedzialność odszkodowawcza władzy publicznej (po 1 września 2004 roku), 2004[56]
- Osamotnione dzieci: rodziny zastępcze i rodzinne domy dziecka, 1983[57]
- Prawa Polska, 2005[58]
- Prawo i medycyna: ochrona praw jednostki a dylematy współczesnej medycyny, 1998[59]
- Prawo wobec ingerencji w naturę ludzkiej prokreacji, 1990[60]
- Wyzwania dla państwa prawa, 2007[61]
- Zobowiązania: zarys wykładu. Witold Czachórski (współautor aktualizacji), 1994 (wielokrotnie wznawiane)[62]